# Anopheles amictus
Anopheles amictus este o specie de țânțari din genul Anopheles, descrisă de Edwards în anul 1921. Conform Catalogue of Life specia Anopheles amictus nu are subspecii cunoscute.

## Galerie

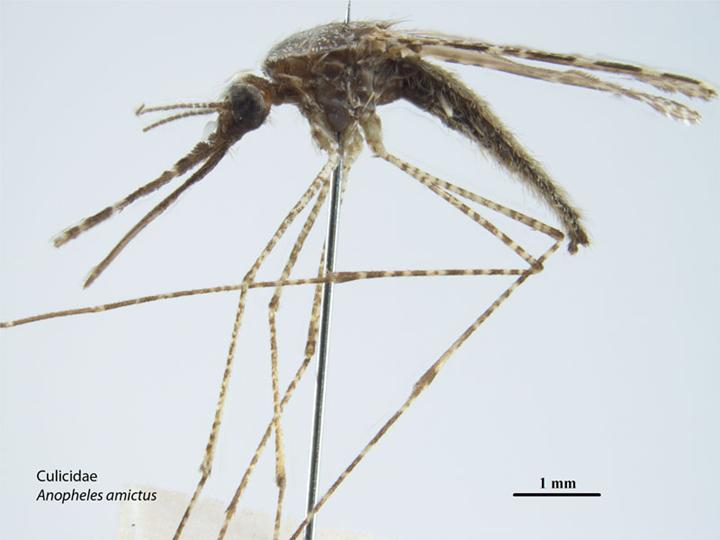
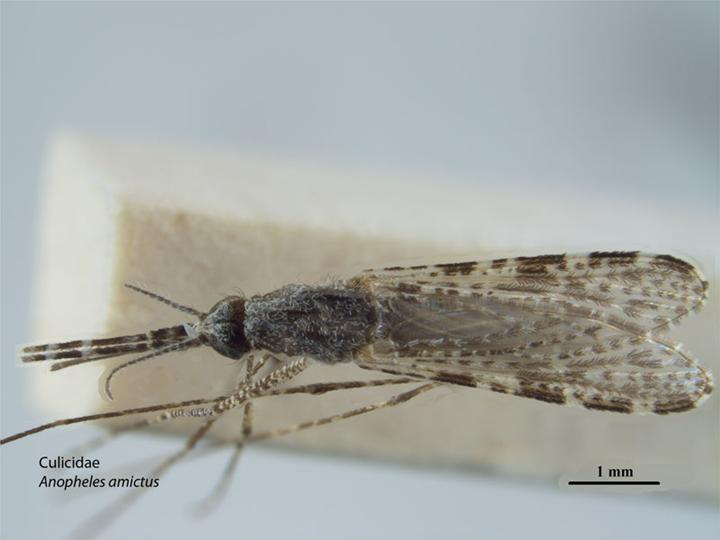